# Aeonium goochiae
Aeonium goochiae es una especie de la familia de las crasuláceas.

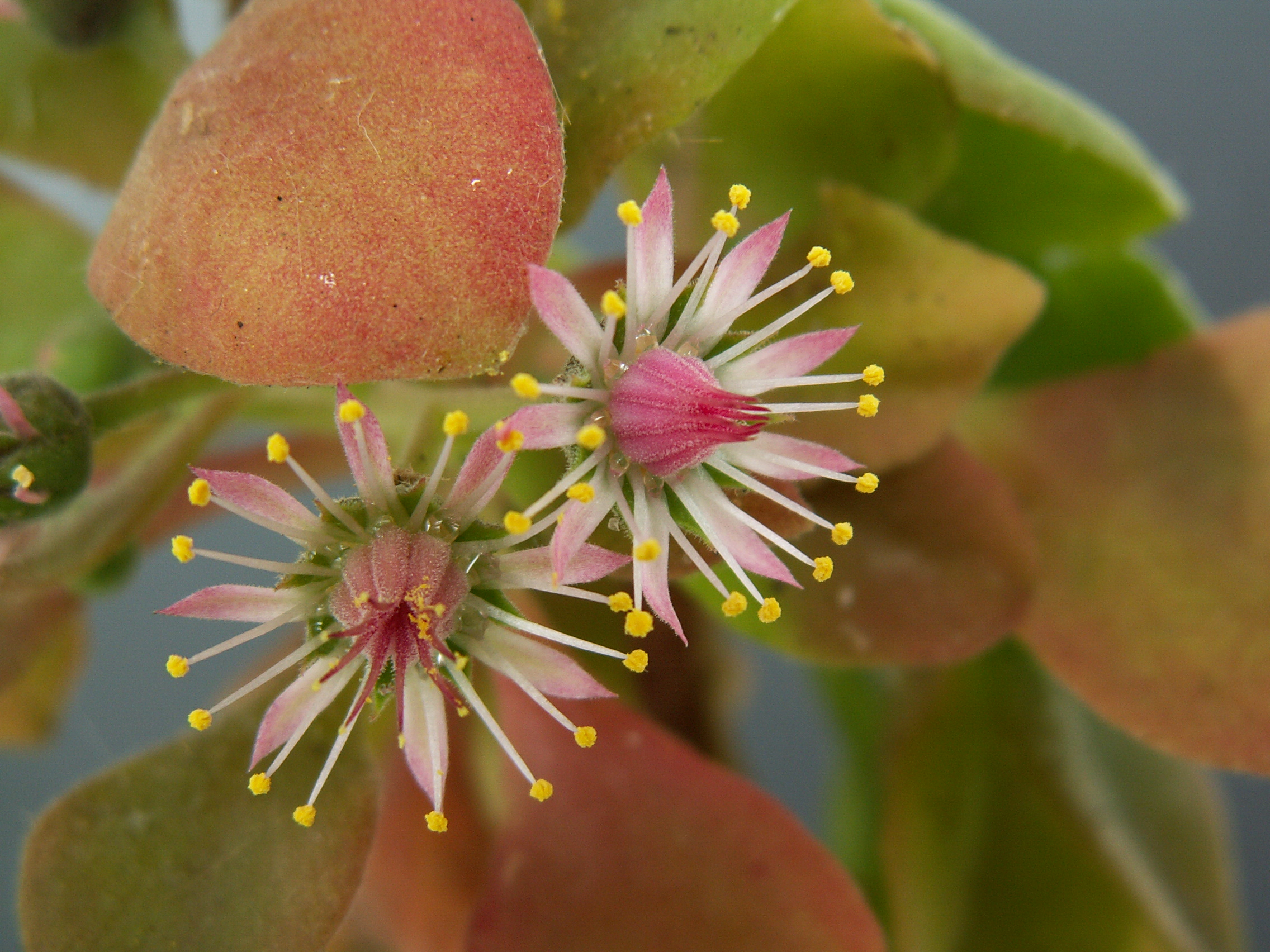
Inflorescencias

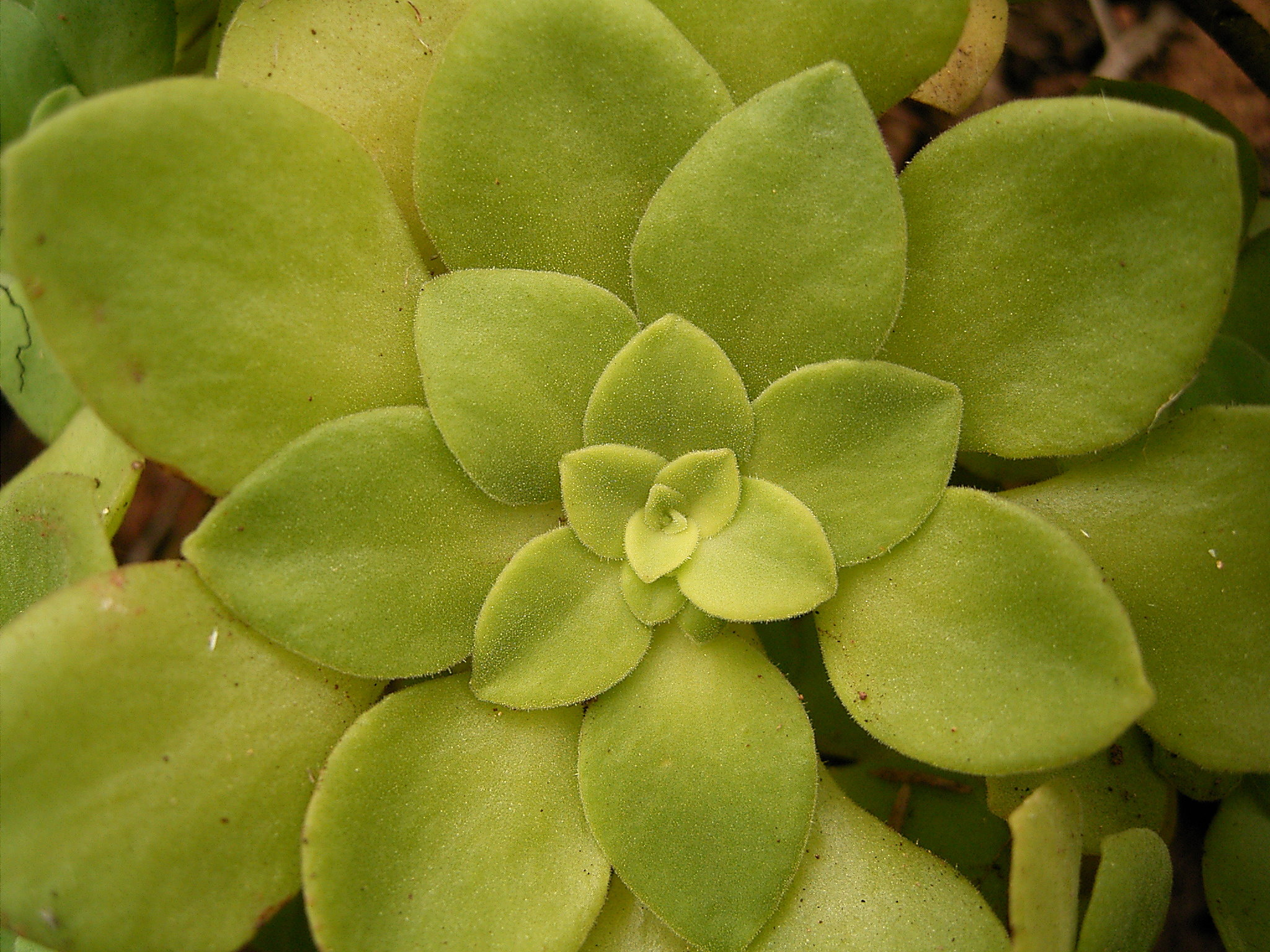
Detalle de las hojas

## Descripción
Forma un pequeño arbusto de 15 a 30 cm muy ramificado. Las ramas viejas se vuelven leñosas, quedando desnudas al desprenderse las hojas. Estas hojas crecen en forma de roseta al final de los tallos, varían entre el verde claro al oscuro o rojizo, son lisas, planas y con pubescencia por ambas caras y bordes, los pelillos son de longitud irregular.
Las inflorescencias nacen de cortas ramas que sostienen brácteas colgantes, formando cabezas de unos 5 cm de ancho aplanadas y sésiles y reúnen entre de 10 a 30 capullos cada una. Las flores, de hasta 1,5 cm de diámetro son de color rosado con pétalos oblanceolados, algo pubescentes en el envés y los bordes. Los estambres son episépalos, iguales a los sépalos, con epipétalos simples. Los filamentos son filiformes, rosados y con anteras ovoides amarillas. Carpelos de color rojo brillante y con ovarios colgantes.
Florece abundantemente hacia mediados de la primavera.

## Distribución y hábitat
Es oriunda de las Islas Canarias, en especial el noreste de La Palma, donde vegeta entre rocas a altitudes entre los 100 y 600 m. o entre árboles y arbustos, ya que crece bien en exposiciones sombreadas, a diferencia de otras especies de aeonium.

## Taxonomía
Aeonium goochiae fue descrita por  Webb & Berthel  y publicado en Hist. Nat. Iles Canaries (Phytogr.). 3(2:1): 190 (1840).
Etimología
Ver: Aeonium
goochiae: especie dedicada a la madre de Philip Barker Webb (1793-1854), Hannah Gooch.
Sinonimia
- Aldasorea goochiae (Webb & Berthel.) F.Haage & M.Schmidt
- Sempervivum goochiae (Webb & Berthel.) H.Christ[3][4]